# Pseudeustrotia pusilla
Pseudeustrotia pusilla är en fjärilsart som beskrevs av C. F. Vieweg 1790. Pseudeustrotia pusilla ingår i släktet Pseudeustrotia och familjen nattflyn. Inga underarter finns listade i Catalogue of Life.